# Nemobiopsis cavicola
Nemobiopsis cavicola är en insektsart som beskrevs av Bonfils 1981. Nemobiopsis cavicola ingår i släktet Nemobiopsis och familjen syrsor. Inga underarter finns listade i Catalogue of Life.